# Carlo Collicola
Carlo Collicola (Spoleto, 1º de junho de 1682 - Roma, 20 de outubro de 1730) foi um cardeal italiano do século XVIII.

## Biografia
Nasceu em Spoleto em 1º de junho de 1682. De uma família nobre do castello Montesanto. Estudos iniciais em Roma; depois, estudou na Universidade La Sapienza, também naquela cidade, onde se doutorou em direito em 1707.
Protonotário apostólico de numero participantium, 22 de maio de 1706. Referendário dos Tribunais da Assinatura Apostólica da Justiça e da Graça, 15 de janeiro de 1707. Secretário interino da SC de Propaganda Fide, várias vezes: dezembro de 1710; março de 1711; e janeiro a abril (ou julho) de 1717. Clérigo da Câmara Apostólica, 10 de dezembro de 1712. Presidente delle Grascia de janeiro de 1715. Pró-tesoureiro geral da Câmara Apostólica, 21 de janeiro de 1718. Devido à doença de Mons. d'Aste, foi nomeado prefeito interino do Castello Sant'Angelo e superintendente geral delle Galere, dei Porti e Torri marítima de fevereiro de 1718 a maio de 1728. Tesoureiro geral da Câmara Apostólica e prefeito delle Marina, 3 de fevereiro de 1721 até sua promoção ao cardinalato. Como prefeito delle Marina, ele limpou o lago S. Felicita e o porto de Civitavecchia, como testemunham as placas afixadas neles.
Criado cardeal e reservado in pectore no consistório de 9 de dezembro de 1726; publicado no consistório de 30 de abril de 1728; recebeu o gorro vermelho e o título de S. Maria in Portico Campitelli, em 10 de maio de 1728. Em 13 de dezembro de 1727, foi nomeado administrador vita libero e independente das terras de San Felice Circeo, que haviam sido compradas pela Câmara Apostólica em 1720. Participou do conclave de 1730, que elegeu o Papa Clemente XII. Ele restaurou a ponte de Sant'Angelo em Roma, que estava quase em ruínas nas duas pontas. Contraiu uma doença ocular causada pelo reflexo do sol nas águas do rio Tibre, que quase o cegou para o resto da vida.
Cardeal Collicola morreu em Roma em 20 de outubro de 1730, às 4 da manhã. Seu corpo foi trasladado à tarde para a igreja della Madonna Ss.ma del Carmine di Monte Santo al Popolo, Roma, onde o funeral ocorreu no dia seguinte; e enterrado no túmulo de sua família naquela mesma igreja, sem qualquer elogio fúnebre.